# Heyeping
Heyeping (kinesiska: 荷叶坪, 荷叶坪乡) är en socken i Kina. Den ligger i provinsen Hunan, i den södra delen av landet, omkring 260 kilometer söder om provinshuvudstaden Changsha. Antalet invånare är 9454. Befolkningen består av 4 456 kvinnor och 4 998 män. Barn under 15 år utgör 19,0 %, vuxna 15-64 år 71 %, och äldre över 65 år 8,0 %.
Genomsnittlig årsnederbörd är 1 809 millimeter. Den regnigaste månaden är maj, med i genomsnitt 261 mm nederbörd, och den torraste är oktober, med 31 mm nederbörd.